# Anibal Napoleão
Anibal Napoleão (Porto, Portugal, 1846 - Lisboa, 1880) fou un compositor i músic portuguès.
Era fill d'un professor de música oriünd de Milà, que s'establí a Portugal, i germà d'Arthur i Alfredo, tots dos compositors i intèrprets de música.
Estudià amb el seu pare i amb el professor Sproule a Irlanda. S'establí a Lisboa com a professor, i el 1869 emigrà al Brasil, va recórrer diverses províncies i a Rio de Janeiro obri un curs musical, però no provant-li el clima brasiler retornà a la seva pàtria, on hi morí.
Se li deuen algunes composicions com Souvenirs du jeune áge i Je t'aime, que publicà el seu germà Arthur a Rio de Janeiro.